# Viplaix
Viplaix is een gemeente in het Franse departement Allier (regio Auvergne-Rhône-Alpes) en telt 277 inwoners (2005). De plaats maakt deel uit van het arrondissement Montluçon.

## Geografie
De oppervlakte van Viplaix bedraagt 31,6 km², de bevolkingsdichtheid is 8,8 inwoners per km².
De onderstaande kaart toont de ligging van Viplaix met de belangrijkste infrastructuur en aangrenzende gemeenten.

## Demografie
Onderstaande figuur toont het verloop van het inwonertal (bron: INSEE-tellingen).
Vanwege een beveiligingsprobleem met de MediaWiki Graph-software is het momenteel niet mogelijk deze grafiek weer te geven. Zodra de software is bijgewerkt zal de grafiek vanzelf weer zichtbaar worden.